# Домениль (станция метро)
Домениль (фр. Daumesnil) — пересадочный узел линий 6 и 8 Парижского метрополитена, расположенный в XII округе.

## История
- Первым открылся зал линии 6. Это произошло 1 марта 1909 года в составе пускового участка Пляс д'Итали — Насьон. 5 мая 1931 года открылся зал линии 8 в составе пускового участка Ришельё — Друо — Порт-де-Шарентон.
- Пассажиропоток по станции по входу в 2011 году, по данным RATP, составил 5 435 445 человек[3].В 2013 году этот показатель снизился до 5 195 589 пассажиров (78 место по уровню входного пассажиропотока в Парижском метро)[4].

## Этимология названия
Своё название пересадочный узел получил по Авеню Домениль, названной в честь героя Ваграмской битвы Пьера Домениля.
Рядом со станцией начинается Променада Планте — разбитый на виадуке искусственный сад протяжённостью 4,5 км, благоустроенный на месте железной дороги, начинавшейся от Бастильского вокзала. До 1969 года этот вокзал обслуживал поезда линии Винсен, вошедшей тогда в состав линии A RER.

## Галерея

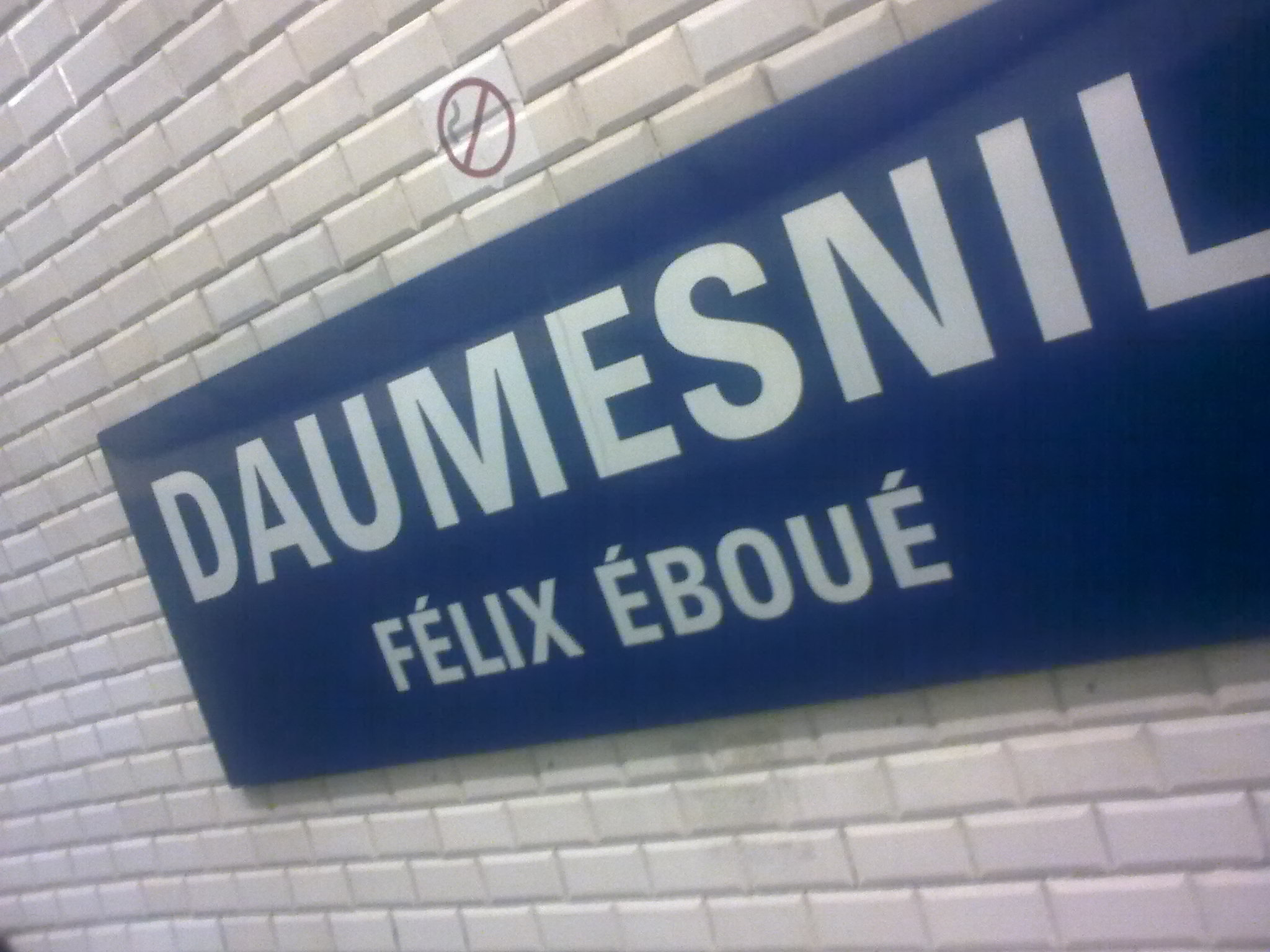
Вывеска с названием станции (линия 8)
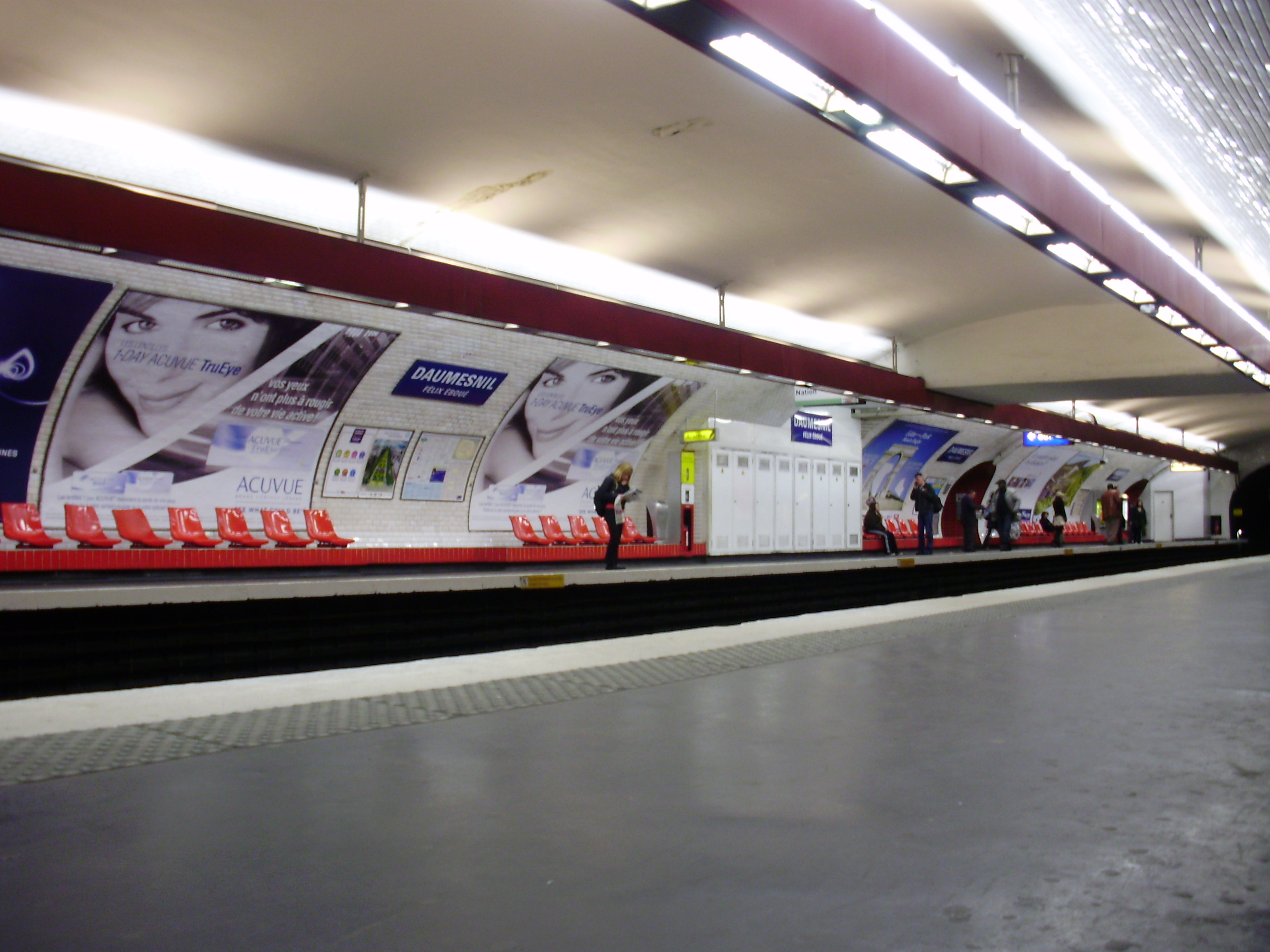
Платформа в сторону Насьона
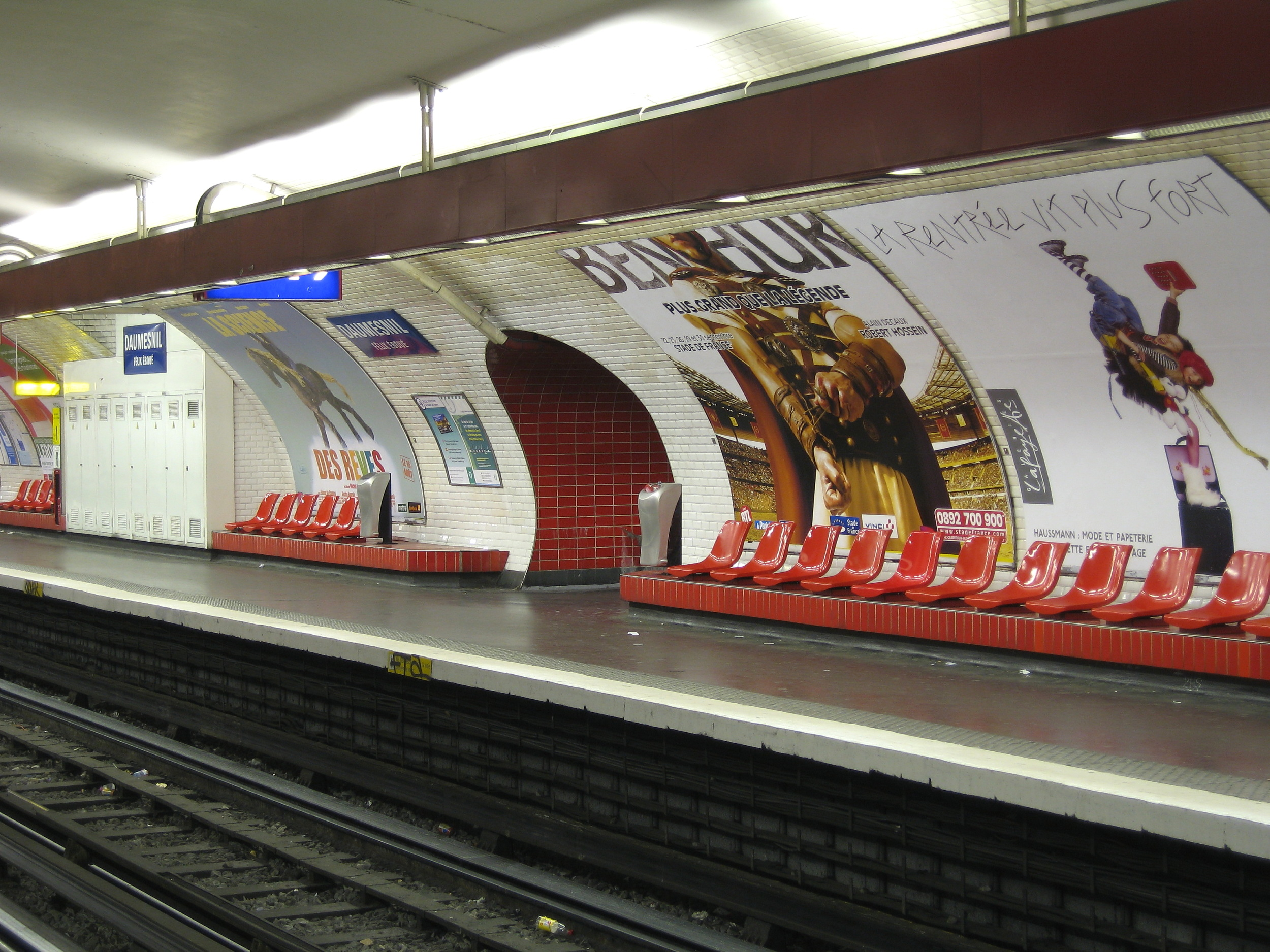
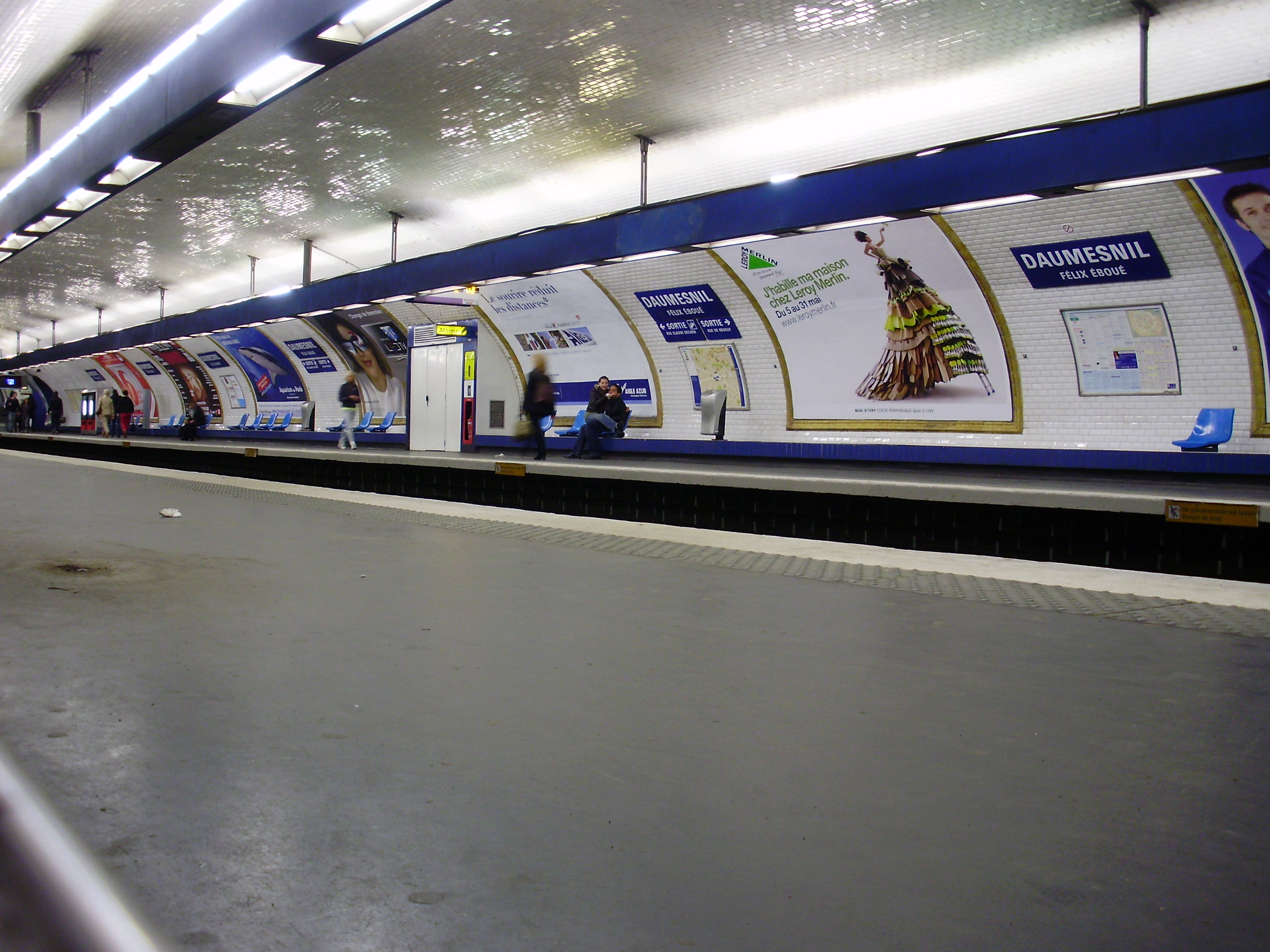
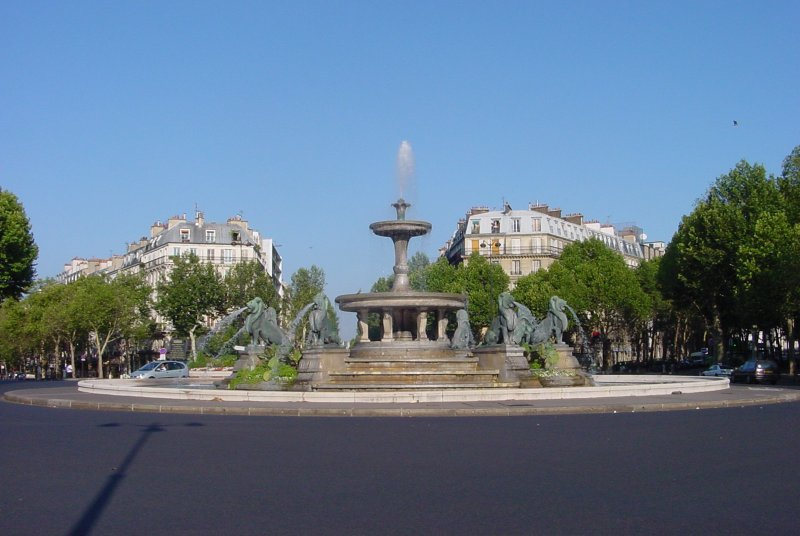
Выход на площадь Феликс-Эбуэ

## Путевое развитие
Обе линии имеют возле Домениля по пошёрстному съезду (перегоны Домениль — Бель-Эр и Домениль — Монгале). Также в непосредственной близости от станции располагается служебная соединительная ветвь, которая потенциально позволяет соединить линии 6 и 8 по направлению Бель-Эр — Монгале, но фактическое движение не представляется возможным из-за разного хода на линиях (стандартный на 8 линии и шинный на 6).